# Churramiten
Als Churramiten (auch Khorramiten, persisch خرمدینان chorramdinan, DMG ḫorram-dīnān, ‚[dem] guten Glauben [Zugehörige]‘, arabisch خُرَّميه churramiya, DMG ḫurramīya) wurden in islamischen Quellen die Mazdakiten und eine Reihe von iranischen, antiislamischen bzw. antiarabischen Sekten bezeichnet. Ein alternativer arabischer Name für diese Bewegung in Anlehnung an ihre rote Bekleidung war muḥammira (محمره ‚mit roten (Roben)‘; persisch سرخجامگان, DMG surḫ-ǧāmagān). Oft sind mit Churramiten die Anhänger einer Sekte gemeint, die in der Region Āzarbāydschān unter Babak Chorramdin im 9. Jahrhundert einen großen Aufstand gegen das Kalifat begannen.

## Ursprung und Geschichte
Die Sekte wurde von dem persischen Kleriker Sunpadh gegründet und war die Wiederbelebung der früheren Bewegung der Mazdakiten, die Elemente des Zoroastrismus und des Schiitentums gemischt hatten. Andere Quellen hingegen setzen die Churramiten mit den Mazdakiten gleich, wobei nach der Islamisierung des Irans schiitische Elemente großen Einfluss auf die Sekte hatten. Die Churramiten erlangten erst unter der Führung Babak Chorramdins und dem Aufstand gegen das abbasidische Kalifat Berühmtheit und Bedeutung.
Ein wichtiges Ereignis für die Sekte war die Hinrichtung Abu Muslims auf Befehl der Abbasiden. Abu Muslim hatte durch einen Aufstand in Chorasan gegen die Vorgänger der Abbasiden, die Umayyaden, zum Machtaufstieg der Abbasiden entschieden beigetragen. Die Churramiten sahen Abu Muslim nicht als tot, sondern behaupteten, dass dieser als Messias zurückkehren werde. Diese Ansicht wurde auch durch den Propheten al-Muqannaʿ – Anführer eines antiarabischen und antiislamischen Aufstandes – weiter verbreitet. Dieser behauptete, dass unter anderem Mohammed, Ali und Abu Muslim Manifestationen Gottes seien.
Unter Babaks Führung verkündigten die Churramiten die Enteignung und Neuverteilung aller großen Besitztümer und ein Ende der despotischen Fremdherrschaft durch die muslimischen Araber. Im Jahr 816 begannen die Churramiten ihre Angriffe auf die muslimischen Truppen im Irak und Iran. Der abbasidische Kalif al-Ma'mūn sendete insgesamt vier Armeen gegen die Churramiten aus, die aber jedes Mal besiegt wurden.
Erst 835 gelang es dem abbasidischen General Afschin mit Hilfe türkischer Milizen, die Aufständischen aus weiten Gebieten des westlichen Iran zurückzudrängen. Mit der Eroberung der Festung al-Badd 837 war der Aufstand niedergeschlagen. Babak Chorramdin gelang zwar die Flucht nach Armenien, wurde dort jedoch an abbasidische Truppen verraten und am 4. Januar 838 unter Folter hingerichtet. Ein Teil der Anhänger floh 834 und 837 ins Byzantinische Reich. Sie konvertierten zum Christentum und wurden in die byzantinische Armee eingegliedert.

## Glauben
Al-Maqdisi nannte einige Fakten über die Sekte. Er stellte fest, dass die Grundlage ihrer Lehre der Glaube an Licht und Finsternis ist, genauer gesagt, das Prinzip des Universums ist das Licht, von denen ein Teil ausgelöscht wurde und sich so in Finsternis verwandelt hat. Sie vermeiden peinlichst das Blutvergießen, außer wenn sie die Fahne des Aufruhrs erheben. Sie sind sehr sauber und reinlich und nähern sich anderen Menschen mit Freundlichkeit und Wohltätigkeit. 
Einige von ihnen glauben an freien Sex, vorausgesetzt, dass die Frauen zustimmen, und auch an die Freiheit, alle Freuden zu genießen und Neigungen zu befriedigen, solange man anderen nicht schadet. Daher wird der Name der Sekte churram mit glücklich/fröhlich übersetzt. Die Sekte sah alle Propheten ungeachtet deren unterschiedlichen Religionen und Gesetze als die Verkörperung desselben Geistes an.
Bei Naubakhti heißt es, dass die Churramiten die Reinkarnation als einzige Form des Lebens nach dem Tod ansehen. Sie verehren Abu Muslim und ihre Imame sehr. In ihren Ritualen, die einfach gehalten sind, erhalten sie das höchste Sakrament durch Wein und Getränke. Insgesamt bezeichnete Al-Maqdisi die Sekte als Zoroastrier, die sich unter dem Mantel des Islams verstecken.

## Erben
Nach der Niederschlagung des Aufstandes 838 wurde noch über vereinzelte Revolten berichtet. Churramitische Gemeinden sind für das 10. Jahrhundert belegt. Die letzte Erwähnung der Churramiten stammt aus der ersten Hälfte des 12. Jahrhunderts aus der Gegend von Hamadan. Gemäß dem türkischen Wissenschaftler Abdülbaki Gölpinarli waren die Kizilbasch des 16. Jahrhunderts, die die Dynastie der Safawiden mitgründeten, die geistigen Erben der Churramiten.